# Добряки
«Добряки» — советская сатирическая кинокомедия 1979 года, поставленная режиссёром Кареном Шахназаровым по одноимённой пьесе Леонида Зорина.

## Сюжет
Гордей Кабачков — профессиональный аферист. Пользуясь добротой сотрудников Института античной культуры, Кабачков совершает стремительный взлёт по карьерной лестнице.
Убедив каждого из членов диссертационного совета, что всё равно все проголосуют против защиты его кандидатской диссертации, Гордей призывает «из милосердия» дать хоть один голос «за». Результатом голосования оказывается единогласное «за». В итоге он становится заместителем директора института. Затем по расчёту женится на дочери директора и занимает кресло директора, диктуя в институте свои порядки. Всё меняется, когда по вызову одного из сотрудников института приезжает из провинции «друг детства» Тиходонский, который намерен пролить свет на биографию Кабачкова.

## В ролях
- Георгий Бурков — Гордей Петрович Кабачков, сотрудник/заместитель директора/директор Института античной культуры
- Татьяна Васильева — Ираида Ярославна, дочь Гребешкова
- Николай Волков — Ярослав Борисович Гребешков, директор/бывший директор Института античной культуры
- Владимир Зельдин — Евгений Евгеньевич Витальев, научный сотрудник
- Виктор Шарлахов — Аркадий Глебович Анютин, научный сотрудник
- Лариса Пашкова — Сычова, научный сотрудник
- Юрий Леонидов — Филипп Филиппович Колесницын, научный сотрудник
- Александр Сафронов — Ложкин, научный сотрудник
- Валентина Теличкина — Надежда Павловна, секретарша Гребешкова, бывшая возлюбленная Кабачкова
- Юрий Гусев — Митрофан Семёнович Тиходонский, друг детства Кабачкова
- Валентин Никулин — Орест Иванович Мужеский, друг Кабачкова, муж Надежды Павловны
- Леонид Недович — Николай Иванович Иванов, научный сотрудник
- Вероника Изотова — секретарша Кабачкова

## Съёмочная группа
- Автор сценария: Леонид Зорин
- Режиссёр-постановщик: Карен Шахназаров
- Оператор-постановщик: Владимир Шевцик
- Художники-постановщики: Константин Степанов, Николай Поляков
- Композитор: Марк Минков

## Реставрация
В 2020 году фильм был отреставрирован киностудией «Мосфильм» в разрешении 4К.

## Музыка
Основная музыкальная тема фильма впоследствии использована композитором Марком Минковым в песне на стихи Леонида Дербенева «Ты на свете есть», которую исполнила Алла Пугачева.